# Europacup II hockey mannen 2004
De 15de editie van de Europacup II voor mannen werd gehouden van 9 tot en met 12 april 2004 in Eindhoven. Er deden acht teams mee, verdeeld over twee poules. Oranje Zwart won deze editie van de Europacup II. 

## Poule-indeling

### Eindstand Poule A
| Team                | Pnt | GS | W | G | V | DV | DT | DS |
| ------------------- | --- | -- | - | - | - | -- | -- | -- |
| 1. Oranje Zwart     | 9   | 3  | 3 | 0 | 0 | 11 | 4  | +7 |
| 2. Club Egara       | 4   | 3  | 1 | 1 | 1 | 8  | 8  | 0  |
| 3. KS Pocztowiec SA | 4   | 3  | 1 | 1 | 1 | 6  | 6  | 0  |
| 4. Kelburne HC      | 0   | 3  | 0 | 0 | 3 | 2  | 9  | -7 |

### Eindstand Poule B
| Team              | Pnt | GS | W | G | V | DV | DT | DS |
| ----------------- | --- | -- | - | - | - | -- | -- | -- |
| 1. Cannock HC     | 9   | 3  | 3 | 0 | 0 | 11 | 4  | +7 |
| 2. Crefelder HTC  | 3   | 3  | 1 | 0 | 2 | 5  | 5  | 0  |
| 3. CA Montrouge   | 3   | 3  | 1 | 0 | 2 | 8  | 9  | -1 |
| 4. Waterloo Ducks | 3   | 3  | 1 | 0 | 2 | 8  | 14 | -6 |

## Poulewedstrijden

### Vrijdag 9 april 2004
- B 12.00 Crefelder HTC - Waterloo (0-1) 2-3
- B 14.00 Cannock - CA Montrouge (1-0) 3-2
- A 16.00 KS Poctowiec - Club Egara (1-0) 3-3
- A 18.00 Oranje Zwart - Kelburne (4-1) 4-1

### Zaterdag 10 april 2004
- B 11.00 Crefelder HTC - CA Montrouge (0-1) 3-1
- B 13.00 Cannock - Waterloo (3-2) 7-2
- A 15.00 KS Poctowiec - Kelburne (1-0) 1-0
- A 17.00 Oranje Zwart - Club Egara (4-1) 4-1

### Zondag 11 april 2004
- B 10.00 CA Montrouge - Waterloo (2-2) 5-3
- B 12.00 Crefelder HTC - Cannock (0-0) 0-1
- A 14.00 Oranje Zwart - KS Poctowiec (2-1) 3-2
- A 16.00 Club Egara - Kelburne (2-0) 4-1

## Finales

### Maandag 12 april 2004
- 09.00 4A - 3B Kelburne - CA Montrouge (1-5) 2-5
- 10.30 3A - 4B Pocztowiec - Waterloo (5-1) 7-2
- 11.30 2A - 2B Club Egara - Crefelder HTC (0-2) 1-2
- 14.00 1A - 1B Oranje Zwart - Cannock (1-0) 2-2 4-2 ns

## Einduitslag
1.  Oranje Zwart 

2.  Cannock HC 

3.  Crefelder HTC 

4.  Club Egara 

5.  KS Pocztowiec SA 

5.  CA Montrouge 

7.  Waterloo Ducks 

7.  Kelburne HC 

Mannen:
1990 ·
Terrassa 1991 ·
Vught 1992 ·
Birmingham 1993 ·
Terrassa 1994 ·
Cagliari 1995 ·
Den Haag 1996 ·
Reading 1997 ·
's-Hertogenbosch 1998 ·
Amsterdam 1999 ·
Terrassa 2000 ·
's-Hertogenbosch 2001 ·
Eindhoven 2002 ·
Terrassa 2003 ·
Eindhoven 2004 ·
Lille 2005 ·
Reading 2006 ·
Madrid 2007 

Opgegaan in de Euro Hockey League
Vrouwen:
1991 ·
Vught 1992 ·
Birmingham 1993 ·
Cardiff 1994 ·
Groningen 1995 ·
Rotterdam 1996 ·
Utrecht 1997 ·
Leuven 1998 ·
Terrassa 1999 ·
Keulen 2000 ·
Rome 2001 ·
Ourense 2002 ·
Rotterdam 2003 ·
Laren 2004 ·
Keulen 2005 ·
Edinburgh 2006 ·
Madrid 2007 ·
Parijs 2008 ·
Manchester 2009

Opgegaan in de Europcacup I